# Axylia renalis
Axylia renalis là một loài bướm đêm trong họ Noctuidae.